# Литинка (Украина)
Ли́тинка (укр. Літинка, пол. Litynka, Lityńce) — село на Украине, находится в Литинском районе Винницкой области.
Код КОАТУУ — 0522484201. Население по переписи 2001 года составляет 759 человек. Почтовый индекс — 22342. Телефонный код — 4347.
Занимает площадь 0,241 км².

## Религия
В селе действует храм Рождества Пресвятой Богородицы Литинского благочиния Винницкой епархии Украинской православной церкви.

## Адрес местного совета
22342, Винницкая область, Литинский р-н, с. Литинка, ул. Октябрьская, 20